# Cemparam Pakat Jeroh
Cemparam Pakat Jeroh is een bestuurslaag in het regentschap Bener Meriah van de provincie Atjeh, Indonesië. Cemparam Pakat Jeroh telt 151 inwoners (volkstelling 2010).